# Jaksa
A jaksa  (szanszkrit: यक्ष, IAST: Yakṣa, páli: Yakkha) természetfeletti lény, aki az erdőkben, mezőkön a falvak közelében szent fákhoz, ligetekhez kapcsolható a hinduizmus hiedelemvilágában, de a jaksák megtalálhatók a buddhizmusban, dzsainizmusban, sőt a szikh hitvilág szent szövegeiben is. Előfordulnak az északkelet-indiai törzsek hagyományos legendáiban, Kerala ősi mítoszaiban és a kasmíri muszlimok népmeséiben is. Női változatuk a jaksik vagy jaksinik. Alakváltók, különböző formát vehetnek fel, kísérik Kubérát az istenek kincstárnokát, jóságos változatai egyfajta gyámként szerepelnek. Vannak rosszindulatú jaksák is, akik incselkednek az emberekkel és megzavarják azok mindennapi tevékenységét. Elsősorban azonban jóságosak, azaz punjadzsanaként viselkednek. 
A dzsainizmusban a huszonnégy tirthankara (gázlókészítő) kisérői. Ellentmondásos lények. Míg a buddhizmusban általában ártó szándékúak, a dzsainizmusban segítőként lépnek fel. 
A művészetben  jaksa-szobrokat már igen korán készítettek,  megelőzve a bódhiszattvák és a brahmanikus istenségek képeit. Már a kezdetekkor előképei voltak a legkülönfélébb magasabb istenségek kisérőinek, a későbbi hindu, buddhista és dzsain művészetben. A jaksák gyakran állatfejűek vagy törpék, esetenként maguk is törpék, és gyakran társítják őket gyermekekkel.  A jaksák és jaksik buddhista szobrok formájában jelennek meg Száncsiban, Amravatiban és más helyeken, valamint a buddhista szövegek is említik őket. 
Kubérát más néven Vaisravanát vagy Pancsikát, a jaksák királyaként is említik. Számos képe fordul elő a 2. századig, jól azonosító feliratokkal. Fontos jaksi Hariti, Kubéra hitvese, és egyben buddhista anyaistennő. A Majászamgraha, egy szanszkrit nyelvű szöveg szerint a jaksákat cseréphasú, kétkarú és harcias, kezükben nidhit (kincset) tartó alakoknak ábrázolják. A legkorábbi fennmaradt szobrokat is jaksaként azonosították, míg a Mahábhárata két híres jaksi szentélyre utal Mundzsavatában és Rádzsagrihában.  Az ókori szobrok gyakran ábrázolnak egy Salabhandzsika jaksit, aki egy fát megérint, és érintésére a fa leveleket és virágokat bont. A buddhista  sztúpák korlátján is szerepelnek.
A dzsainizmusban ők a tirthankarák védőistenségei, és saszana devaták és saszana devik néven ismertek. A tirthankarák nem válaszolnak az imákra, mivel elérték a móksát és túl vannak a világon. Védőistenségeik azonban könnyebben elérhetőek, és válaszolnak a bhakták imáira.
A jakshákat számos módon ábrázolhatják, többek között szabadon álló képmásként vagy istenségként, fák szellemeiként, Siva isten kísérőiként vagy ganáként, illetve a művészet díszítőeszközeiként, építészeti építmények támogatóiként vagy tálak tartóiként.

## Galéria

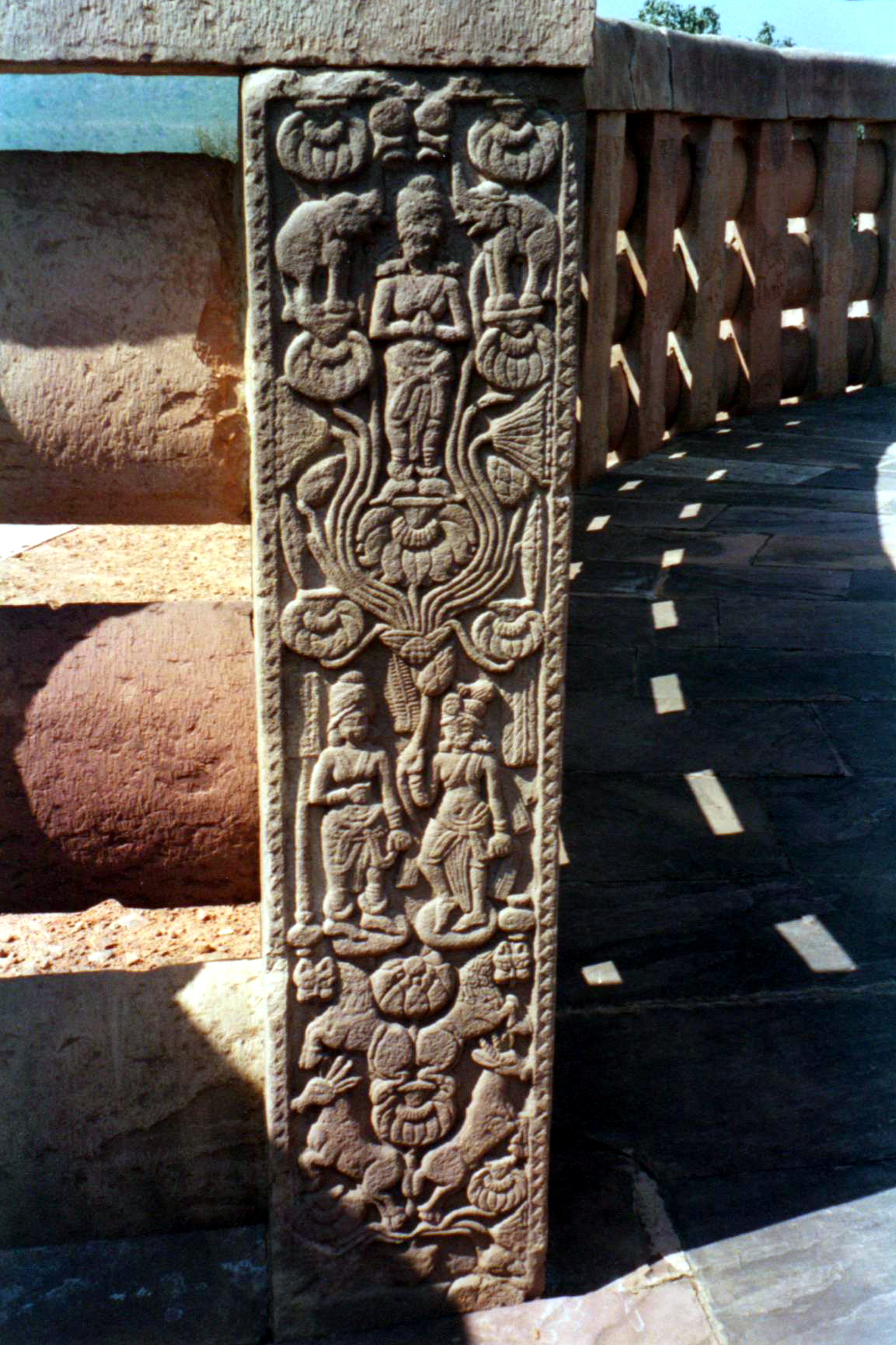
Lótuszleveleken álló jaksa pár, a férfi  lótuszbimbót tart és salabhandzsikában pózol.
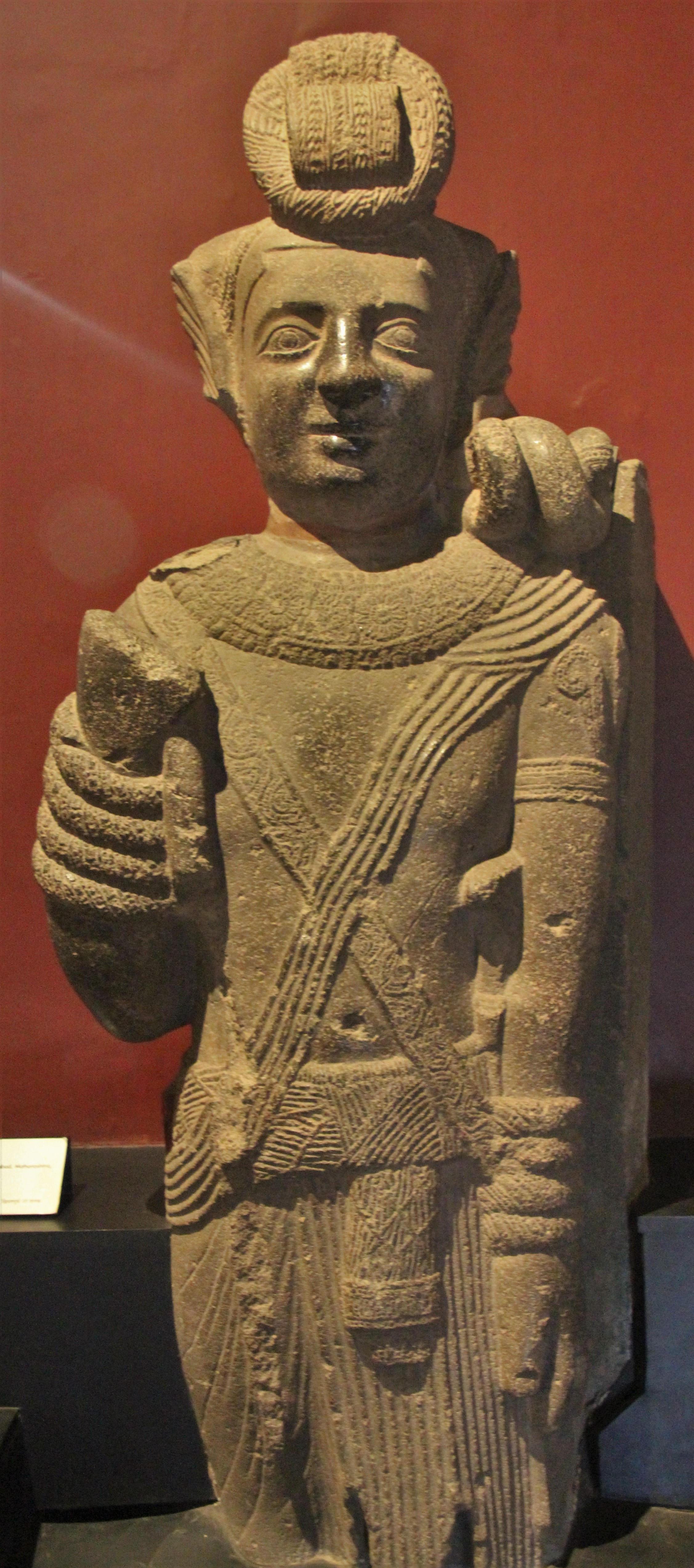
Dvarapala jaksa szobor bazaltból készült. A buddhista Pitalkhora)barlangban  talált szobor a 2. századból származik. A Prince of Wales Múzeumban látható.
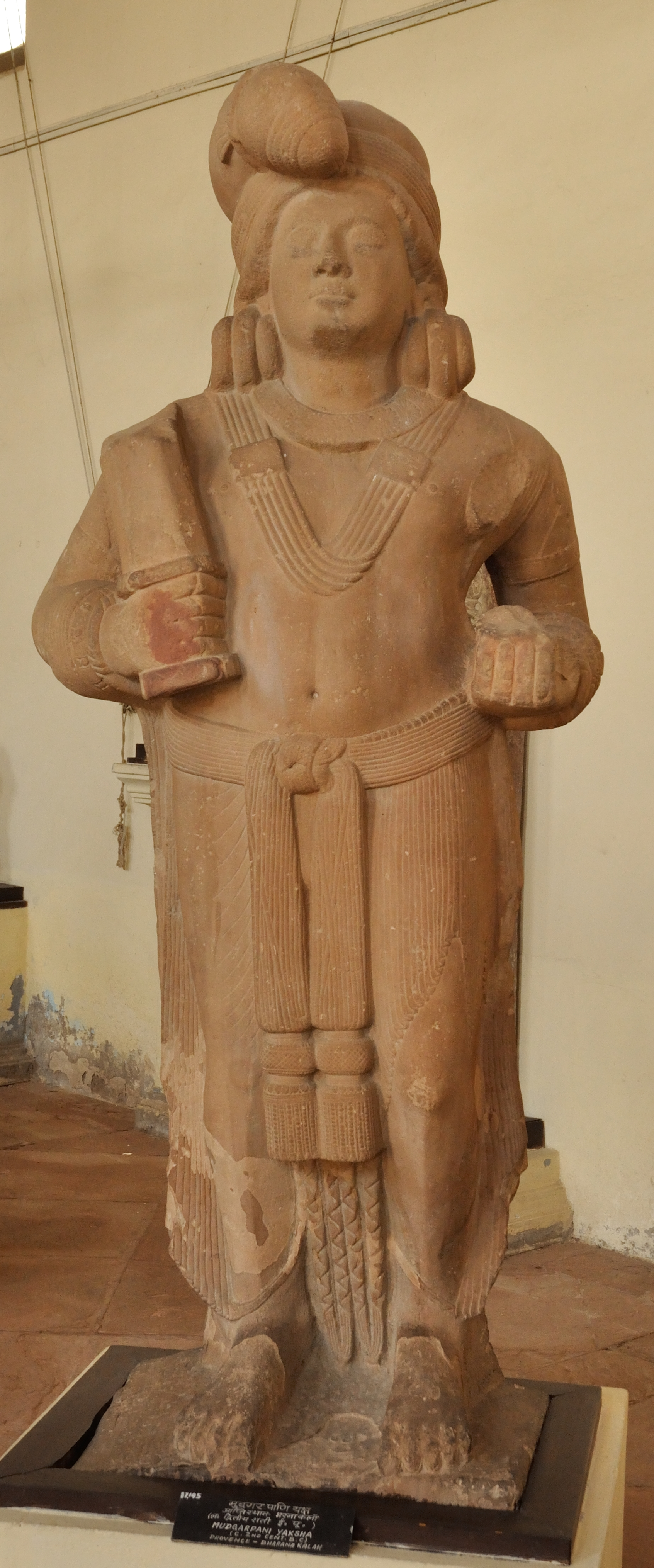
Mudgarpani jaksa, Kr.e. 2. század, Bharnakalan, Mathura Múzeum
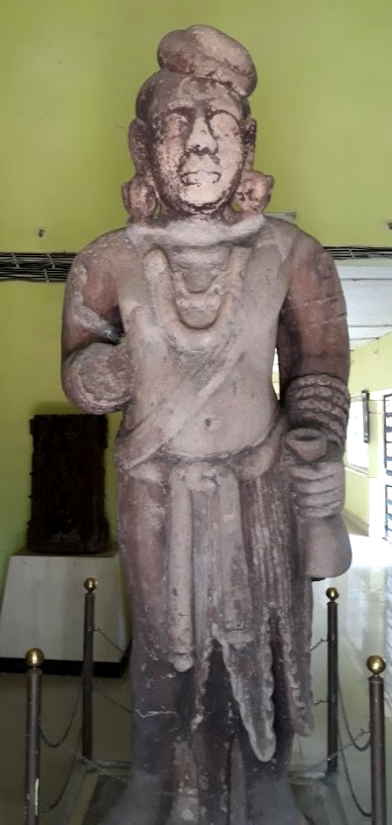
Vidisa jaksha,2. század  Vidisa Múzeum
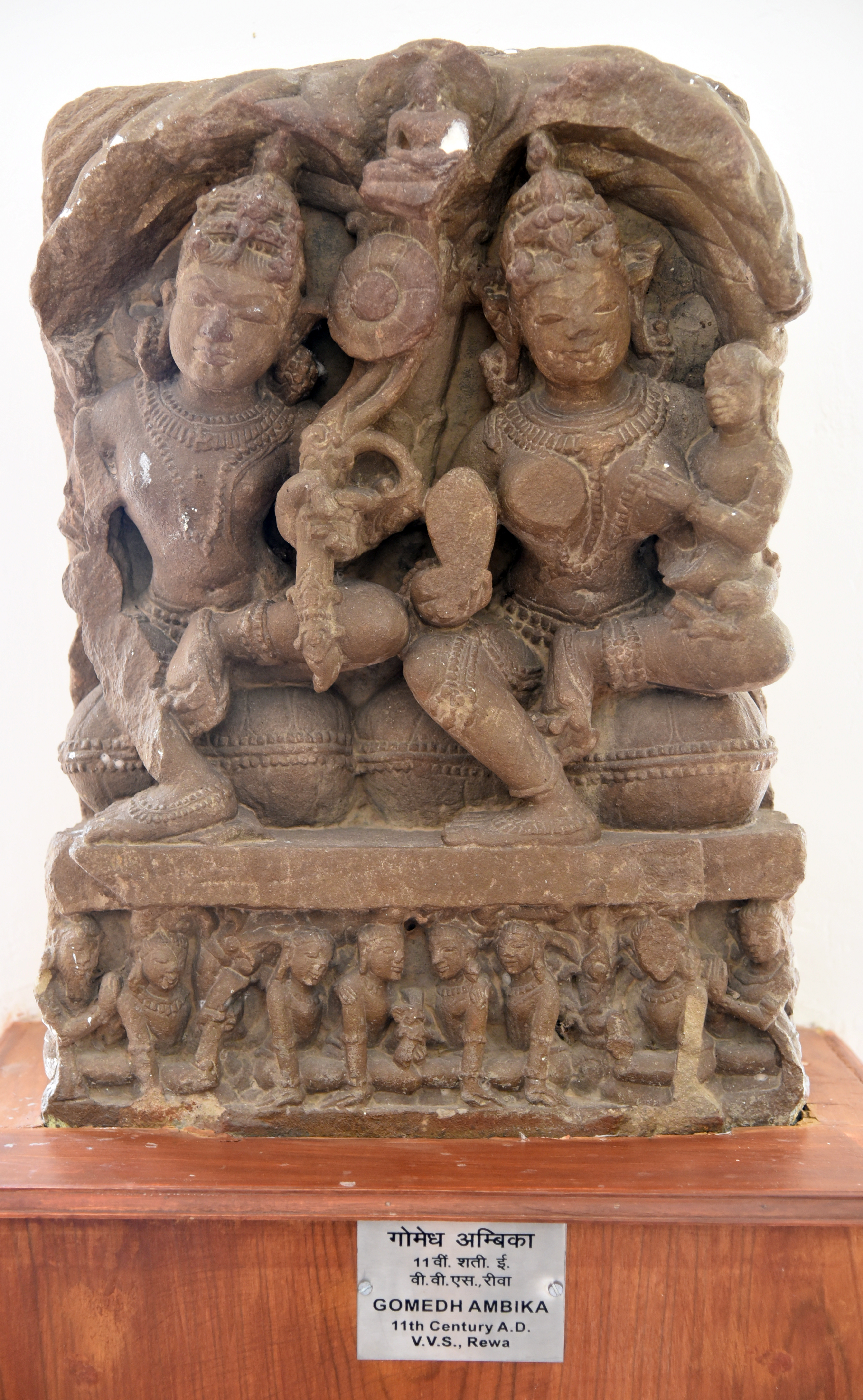
Gomedh és Ambika a Maharadzsa Chhatrasal Múzeumban, 11. század
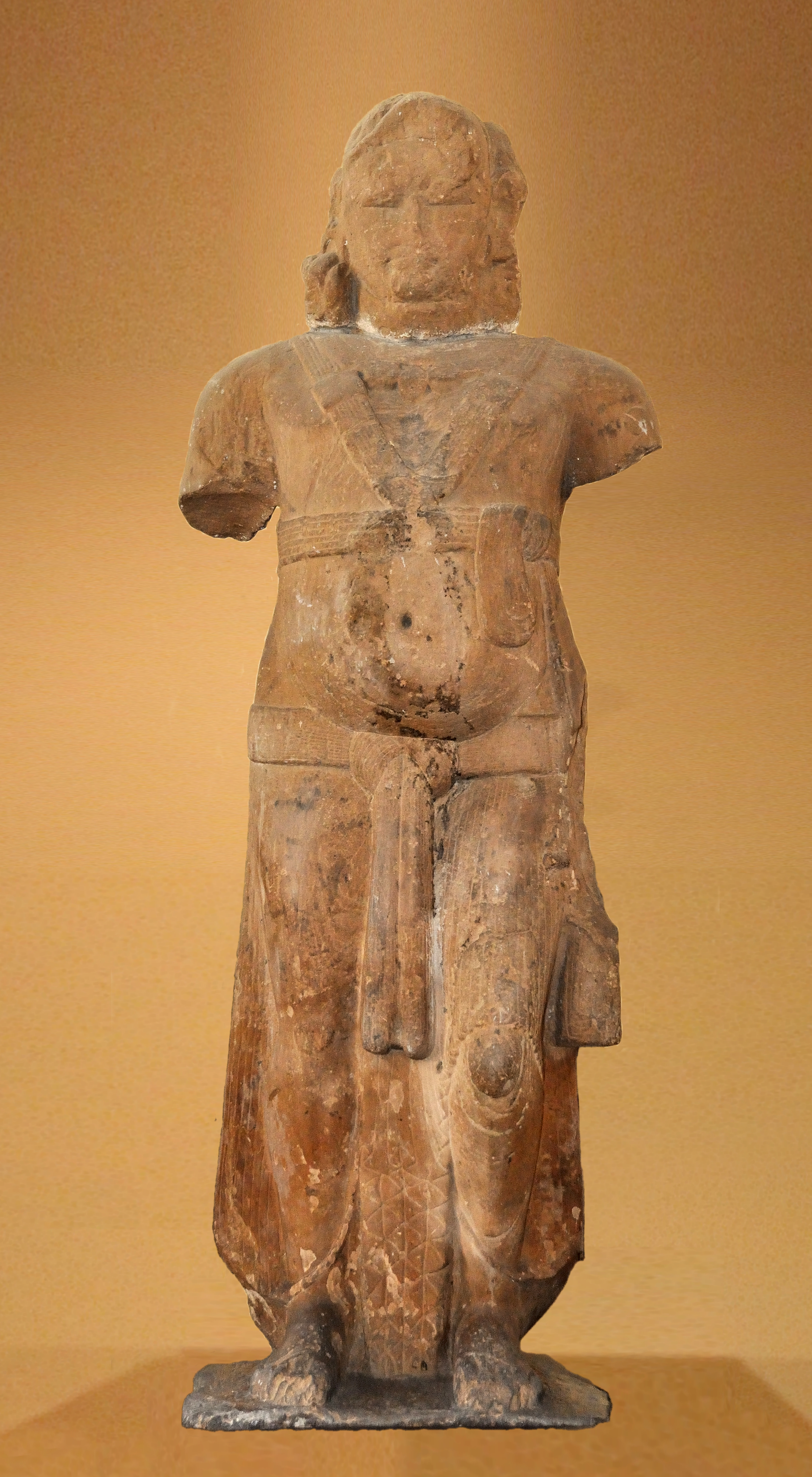
Maniphadra jaksa,  Parkham Matura kb. i.e. 150 körül.